# Tilværelsens ulidelige lethed
Tilværelsens ulidelige lethed (tjekkisk: Nesnesitelná lehkost bytí) er en roman fra 1984 af den tjekkiske forfatter Milan Kundera.
Romanen handler om to kvinder, to mænd, en hund og deres liv i 1968 under Foråret i Prag. Romanen blev skrevet i 1982, men ikke udgivet før end i 1984 i en fransk oversættelse som L'Insoutenable légèreté de l'être. Året efter blev den udgivet i med den originale tjekkiske tekst.
Romanen blev 1988 filmatiseret af den amerikanske instruktør Philip Kaufman med Daniel Day-Lewis og Juliette Binoche i rollerne som Tomas og Tereza og udgivet under titlen Tilværelsens ulidelige lethed 

## Eksterne kilder og henvisninger
1. ↑  "Tilværelsens ulidelige lethed - roman". Den Store Danske (lex.dk online udgave).

| Bog | Spire Denne artikel om bøger og tidsskrifter er en spire som bør udbygges. Du er velkommen til at hjælpe Wikipedia ved at udvide den. |